# Hjalmar Ljunggren
Hjalmar Fredrik Vilhelm Ljunggren, född 19 maj 1887 i Karlskoga, död 6 januari 1978 i Uppsala, var en svensk författare som skrev under pseudonymen Jol Strand.
Ljunggren är begravd på Berthåga kyrkogård i Uppsala.